# Bhalariya
Bhalariya is een census town in het district Udaipur van de Indiase staat Rajasthan. 

## Demografie
Volgens de Indiase volkstelling van 2001 wonen er 6530 mensen in Bhalariya, waarvan 53% mannelijk en 47% vrouwelijk is. De plaats heeft een alfabetiseringsgraad van 83%. 